# Tobotronc

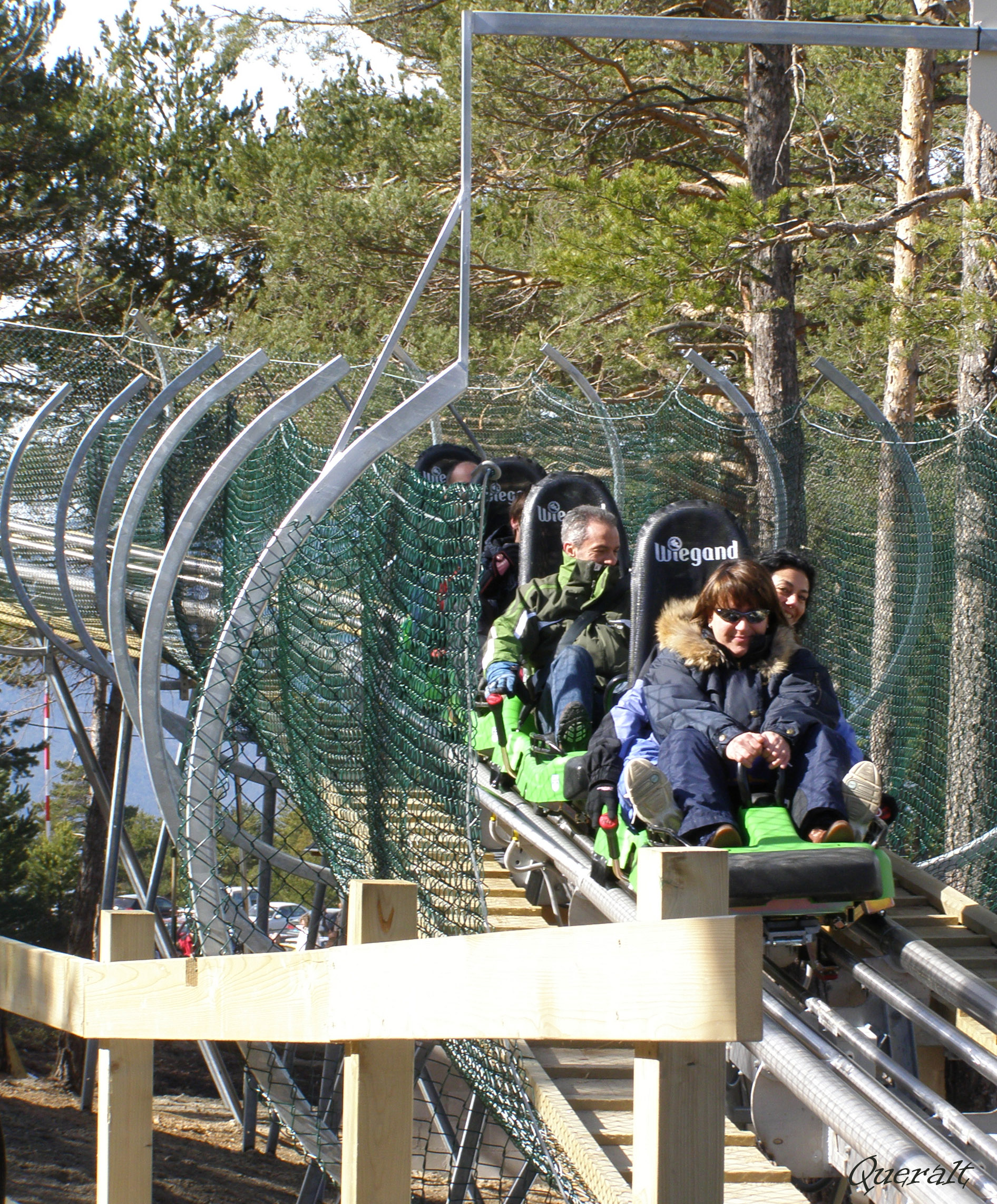
Schlitten

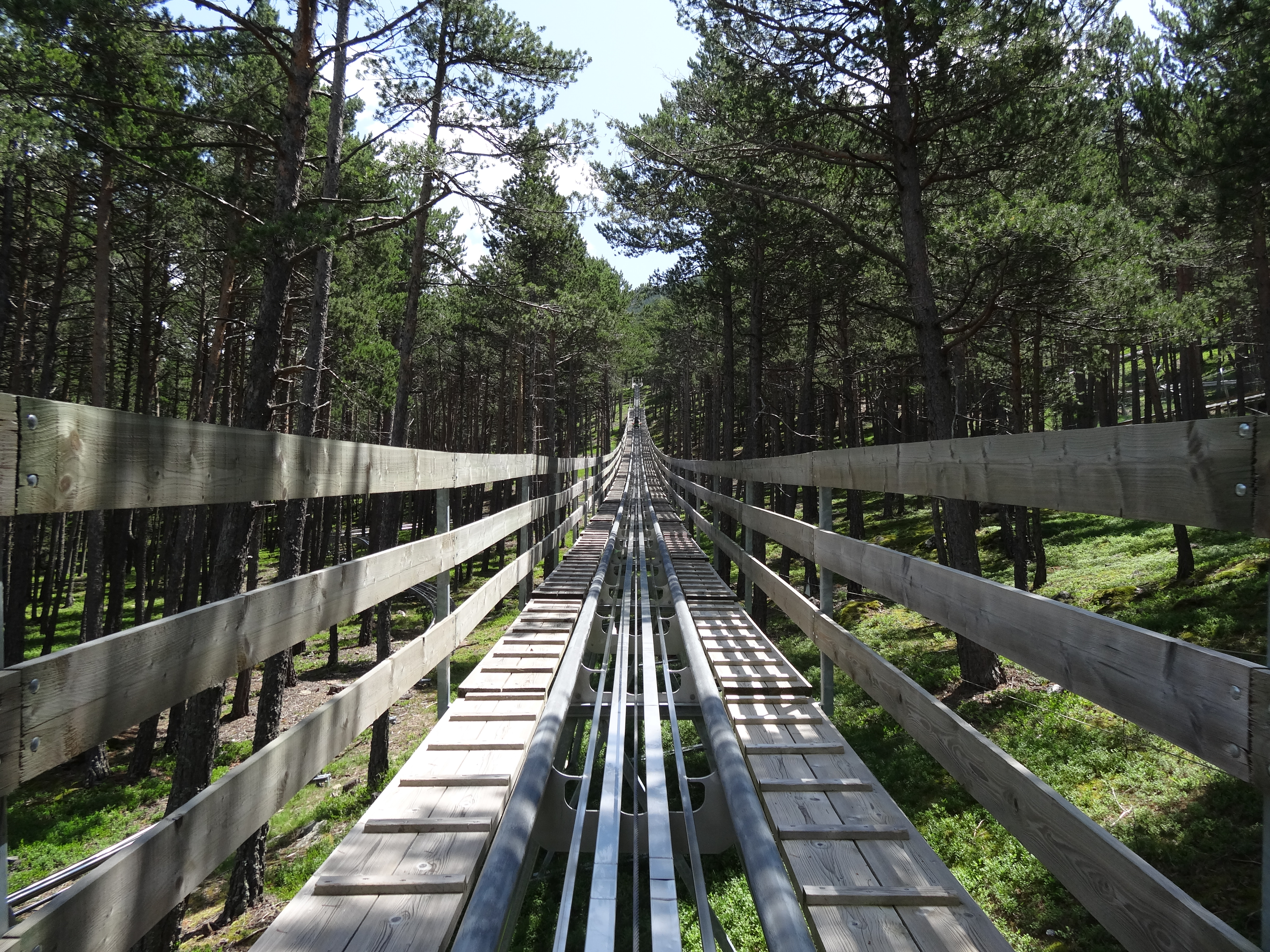
Streckenabschnitt des Bergauf-Lifters

Die Tobotronc im Park Naturlandia ist eine Allwetterrodelbahn im Gemeindegebiet von Sant Julià de Lòria im Fürstentum Andorra in der Bauart eines Alpine Coasters. Sie ist nach Angaben des Betreibers die weltweit längste Allwetterrodelbahn. 

## Beschreibung
Die schienengeführte Bahn im Berg- und Skigebiet von La Rabassa hat eine Länge von insgesamt 5300 m. Der Höhenunterschied beträgt über 400 m. Nach Angabe des deutschen Herstellers Wiegand beträgt die eigentliche Länge der Abfahrt 3600 m. Nach anderen Angaben beträgt die Länge der Bergauf-Lifterstrecke fast 1700 m und die Länge der eigentlichen Abfahrt 3550 m.
Die Schlitten fahren auf Vier-Rohr-Schienen mit Fahr- und Spurrollenführung, an den zwei inneren Rohren greifen die Handhebel-Bremsen an. Die Fahrgäste, maximal zwei je Schlitten, sitzen durch Gurte gesichert hintereinander. Betreiber ist die Comû de Sant Juliâ de Lôria. Die Inbetriebnahme erfolgte im Jahre 2007.

### Bergauffahrt
Von der Talstation aus werden die Schlitten und Fahrgäste mit einem Liftersystem durch unterhalb der Schienen laufende Drahtseile bergauf zum Start befördert.

## Nutzung
Für Kinder unterhalb einer Körpergröße von 1,20 Meter ist die Benutzung untersagt. Jugendlichen unter 13 Jahren dürfen nur in Begleitung eines Erwachsenen talfahren. Bei einem Tempo über 40 km/h wird der Schlitten automatisch gebremst. In der Talstation kommen außerdem automatische Wirbelstrombremsen zum Einsatz.